# Гарсия, Жан-Карлос
Жан-Ка́рлос Гарси́я (англ. Jean-Carlos Garcia; 5 июля 1992, Гибралтар) — гибралтарский футболист, защитник клуба «Бруно’с Мэгпайс» и сборной Гибралтара.

## Биография

### Клубная карьера
Воспитанник испанского клуба «Линенсе». На взрослом уровне выступал в любительских лигах Испании за команды «Атлетико Забал» и «Балона Баломпие». После вступления Гибралтара в УЕФА в 2013 году, перешёл в местный «Линкольн Ред Импс», с которым неоднократно становился чемпионом страны. В сезоне 2018/19 на правах аренды выступал за клуб «Гибралтар Феникс». Летом 2019 года, после окончания аренды, покинул «Линкольн».

### Карьера в сборной
В составе сборной Гибралтара принимал участие в Островных играх 2009 и 2011 годов.
В официальных матчах дебютировал за сборную 26 мая 2014 года в товарищеской встрече со сборной Эстонии, в которой вышел на замену на 67-й минуте вместо Дэвида Артелла.

## Достижения
«Линкольн Ред Импс»
- Чемпион Гибралтара (4): 2013/2014, 2014/2015, 2015/2016, 2017/2018